# Marin Šipić
Marin Šipić (Bad Soden, 29 de abril de 1996) es un jugador de balonmano croata que juega de pívot en el HC Kriens-Luzern. Es internacional con la selección de balonmano de Croacia.
Con la selección ganó la medalla de plata en el Campeonato Europeo de Balonmano Masculino de 2020.

## Palmarés

### Selección nacional
| Campeonato Mundial   | Campeonato Mundial           | Campeonato Mundial | Campeonato Mundial |
| Año                  | Lugar                        | Medalla            |                    |
| -------------------- | ---------------------------- | ------------------ | ------------------ |
| 2025                 | Croacia, Dinamarca y Noruega | Medalla de plata   |                    |
| Campeonato Europeo   |                              |                    |                    |
| Año                  | Lugar                        | Medalla            |                    |
| 2020                 | Austria, Noruega y Suecia    | Medalla de plata   |                    |
| Juegos Mediterráneos |                              |                    |                    |
| Año                  | Lugar                        | Medalla            |                    |
| 2018                 | Tarragona                    | Medalla de oro     |                    |

### RK Zagreb
- Liga de Croacia de balonmano (2): 2021, 2022
- Copa de Croacia de balonmano (2): 2021, 2022

### HC Kriens
- Copa de Suiza de balonmano (1): 2023

## Clubes
| Club             | País    | Año         |
| ---------------- | ------- | ----------- |
| GRK Varaždin     | Croacia | 2014 - 2017 |
| RK Nexe Našice   | Croacia | 2017 - 2019 |
| RK Zagreb        | Croacia | 2019 - 2022 |
| HC Kriens-Luzern | Suiza   | 2022 - Act. |